# Lorenzo Venuti
Lorenzo Venuti (ur. 12 kwietnia 1995 w Montevarchi) – włoski piłkarz występujący na pozycji obrońcy we włoskim klubie Lecce. W trakcie swojej kariery grał także w takich zespołach, jak Fiorentina, Pescara, Brescia oraz Benevento. Młodzieżowy reprezentant Włoch.